# 黄德魁
黄德魁（1910年—1992年），中国人民解放军将领、中国人民解放军开国少将。
曾任中国人民解放军广州军区公安部队第11师师长。1955年，授予中国人民解放军少将。